# Volvo 7700
De Volvo 7700 is een bustype van Volvo en de opvolger van de Volvo 7000. Deze lagevloerbus werd tot 2012 geproduceerd in de carrosseriefabriek van Carrus te Wrocław in Polen. In oktober 2011 is de Volvo 7700 opgevolgd door de Volvo 7900, waarna het type in 2012 volledig uit productie is gegaan.

## Inzet in Nederland
In Nederland werd dit type bus tot december 2014 ingezet door Veolia Transport rond Breda, Tilburg, Roosendaal en Bergen op Zoom en tot december 2016 rond Maastricht. In Breda en Tilburg werden tot december 2014 ook gelede bussen ingezet. De hybride uitvoering van de Volvo 7700 wordt ingezet door Arriva.
Op de stadsdienst Apeldoorn reden ook exemplaren van Veolia Transport rond, deze bussen zijn na het verlies van de concessie Veluwe deels geëxporteerd.
In 2006 kreeg de bus een facelift. Veolia bestelde dat jaar de nieuwe exemplaren en zijn genummerd in de 3800-serie. In 2007 bestelde Veolia Transport Nederland circa 113 Volvo 7700 bussen, deze order bestaat uit 75 bussen van 12 meter, 21 bussen van 18 meter en 17 luxe gelede bussen. De nieuwe lichting 7700'en werd ingezet in Midden- en West-Brabant en verving de oude gele bussen, waaronder veel Volvo's met Den Oudsten B88-carrosserie en VDL Berkhof-carrosserie. Deze bussen zijn na verlies van de concessie in 2014 geëxporteerd.

### Hybride
In 2008 kwam Volvo met een hybride versie van de Volvo 7700. Deze bussen reden voor het eerst in 2009 bij onder meer de Luxemburgse firma Sales-Lentz.
In de ontwikkeling van de hybride versie had Volvo ervoor gekozen om een parallel hybride systeem te ontwikkelen dat zowel in bussen als in trucks gebruikt kan worden. Het hybride concept kreeg de naam I-SAM en bestaat uit een gecombineerde startmotor, een elektromotor, een generator en een elektronische controle-unit. I-SAM werkt samen met de dieselmotor en de I-shift versnellingsbak. De accu van de bus wordt opgeladen tijdens het remmen en voedt zo de aandrijving van de elektromotor.
In 2010 kreeg Volvo een grote bestelling van Arriva van 27 hybride bussen. Deze bussen zouden worden ingezet in Dordrecht en omgeving en worden geleverd gedurende 2011 en begin 2012.

### Elektrische bus
Begin augustus 2012 is bij Arriva een elektrische stadsbus in dienst gegaan. Deze bus rijdt op proef op de stadsdienst in 's-Hertogenbosch en wordt ingezet op de transferiumlijn 80.

### Overzicht
| Vervoersmaatschappij | Series                               | Aantal | Bouwjaar  | Opmerkingen                                                                                           | Afbeelding |
| -------------------- | ------------------------------------ | ------ | --------- | --- | ---------- |
| Abbas en Pronk       | 59-BTP-4                             | 1      | 2012      | Gelede bus op aardgas, ex-Göteborg 822.                                                               |            |
| Abbas en Pronk       | 72-BVH-7                             | 1      | 2008      | Gelede bus, afkomstig uit Duitsland                                                                   |            |
| Arriva               | 5401-5427                            | 27     | 2011-2012 | Hybride bussen voor stadsdienst Dordrecht, tijdelijk over naar Qbuzz.                                 |            |
| Arriva               | 6666                                 | 1      | 2010      | Elektrische testbus                                                                                   |            |
| BBA                  | 250-256                              | 7      | 2004      | Reden oorspronkelijk in Roosendaal, later ook in andere gebieden.                                     |            |
| BBA                  | 3801-3828                            | 28     | 2004      | Reden in Apeldoorn                                                                                    |            |
| e-Traction           | Eerst Veolia 3810, later Syntus 5402 | 1      | 2004      | Fluisterbus, reed in Apeldoorn. Uit dienst                                                            |            |
| HJG Busvervoer       | 14                                   | 1      | 2008      | Gelede bus, afkomstig uit Duitsland                                                                   |            |
| Qbuzz                | 6163-6171                            | 9      | 2018      | Ex-Arriva, waren tijdelijk tot de instroom van elektrsche bussen.                                     |            |
| Slangen Touringcars  | 844-848                              | 5      | 2004      | ex-Veolia 3791 - 3795                                                                                 |            |
| Stadsbus Maastricht  | 842-848                              | 7      | 2004      | Overgegaan naar Veolia Transport.                                                                     |            |
| Stadsbus Maastricht  | 849-853                              | 5      | 2005      | Overgegaan naar Veolia Transport.                                                                     |            |
| Syntus               | 1416-1420                            | 5      | 2003      | Bussen zijn vernummerd naar 2116-2120                                                                 |            |
| Syntus               | 1421-1425                            | 5      | 2004      | Bussen zijn vernummerd naar 2121-2125                                                                 |            |
| Syntus               | 2116-2120                            | 5      | 2003      | Bussen zijn vernummerd uit de 14xx-reeks.                                                             |            |
| Syntus               | 2121-2125                            | 5      | 2004      | Bussen zijn vernummerd uit de 14xx-reeks.                                                             |            |
| Veolia Transport     | 250-256                              | 7      | 2004      | Afkomstig van de BBA                                                                                  |            |
| Veolia Transport     | 3801-3828                            | 28     | 2004      | Afkomstig van de BBA. Reden in Apeldoorn                                                              |            |
| Veolia Transport     | 3829-3867                            | 38     | 2006      | Stadsbussen voor Maastricht                                                                           |            |
| Veolia Transport     | 3868-3942                            | 74     | 2007      | Stadsbussen voor Brabant                                                                              |            |
| Veolia Transport     | 5811-5858                            | 48     | 2007      | Gelede bussen voor Brabant.                                                                           |            |
| Veolia Transport     | 9842-9853                            | 12     | 2004/2005 | Afkomstig van Stadsbus Maastricht, Zijn sinds begin 2008 omgenummerd naar 3789-3800. Reden in Limburg |            |

## Inzet in België
| Vervoersmaatschappij    | Series                          | Aantal | Instroom           |
| ----------------------- | ------------------------------- | ------ | ------------------ |
| B&C                     | 1110641, 1198661                | 2      | 2008, 2009         |
| Demuynck & Vansteelandt | 5505221                         | 1      | 2008               |
| Van Hoorebeke & Zn      | 220339-220340 en 220342-2203431 | 4      | 2008, 2011 en 2013 |

1 = geleed